# Letta (Mandjou)
Pour les articles homonymes, voir Letta.
Letta (ou Deta) est un village du Cameroun situé dans la région de l'Est et le département du Lom-et-Djérem. Il fait partie de l'arrondissement (commune) de Mandjou.

## Population
En 1966-1967, Letta comptait 521 habitants, principalement des Kaka. Lors du recensement de 2005, on y a dénombré 896 personnes.

## Infrastructures
Letta dispose d'une école catholique.